# The Two Noble Kinsmen
The Two Noble Kinsmen är ett sent verk skrivet av William Shakespeare tillsammans med John Fletcher, som publicerades 1634. Det tillhör dessa av Shakespeares komedier som bär drag av tragedi, och brukar benämnas tragikomedier. Det är oklart om denna nutida uppfattning om komedierna beror på dålig förståelse för vad Shakespeares samtid ansåg vara roligt eller om det var frågan om en medveten stilblandning av Shakespeare.
Handlingen baserar sig på The Knight’s Tale i Geoffrey Chaucers Canterburysägner, en sägen som redan tidigare dramatiserats åtminstone två gånger.